# Helena Vladimirovna af Rusland
Helena Vladimirovna af Rusland (russisk: Елена Владимировна tr. Jelena Vladimirovna ; 17. januar 1882 – 13. marts 1957), senere prinsesse Helena af Grækenland og Danmark, var en russisk storfyrstinde, der blev græsk prinsesse som ægtefælle til prins Nikolaos af Grækenland og Danmark. 

## Biografi
Storfystinde Helena blev født den 17. januar 1882 i Tsarskoje Selo udenfor Sankt Petersborg. Hun var datter af storfyrst Vladimir Aleksandrovitj af Rusland og Marie af Mecklenburg-Schwerin. Helena var sønnedatter af Aleksandr 2. af Rusland, brordatter til Aleksandr 3. af Rusland og kusine til Nikolaj 2. af Rusland. 
Den unge Helena beskrives som meget arrogant. Flera ægteskabsplaner mislykkedes, men til sidst gik hendes mor med til, at hun giftede sig med prins Nikolaos af Grækenland og Danmark, søn af kong Georg 1. og dronning Olga af Grækenland. 
Ægteskabet blev lykkeligt, selv om hendes hovmod vakte en del irritation ved hoffet i Athen. Parret forlod Grækenland, da hendes svoger kong Konstantin 1. af Grækenland blev afsat i 1917. Prins Nikolaos vendte først tilbage til sit hjemland i januar 1938, da hans brorsøn Paul af Grækenland skulle giftes med Frederike af Hannover. En måned senere døde prins Nikolaos i Athen.
Efter flugten i 1917 slog parret sin med i Frankrig, hvor prinsesse Helene gik ind i hjælpearbejdet for flygtninge fra den russiske revolution i 1917. Parret havde økonomiske problemer, så de måtte sælge Helenes juveler og Nikolaos's kunstsamling. 
Efter prins Nikolaos's død slog Helene sig ned i Grækenland, hvor hun levede frem til sin død i 1957. Da tyskerne besatte Grækenland i 1941 flygtede det meste af kongefamilen, men prinsesse Helene og Alice af Battenberg (mor til Prins Philip, hertug af Edinburgh) blev tilbage i det besatte land. 
Prins Nikolaos og prinsesse Helene er begravede ved Tatoi Palads.

## Ægteskab og børn
Storfystinde Helena giftede sig den 29. august 1902 i Katarinapaladset i Tsarskoje Selo nær Sankt Petersborg med prins Nikolaos af Grækenland og Danmark. De fik tre døtre: 
- Olga af Grækenland og Danmark (1903-1997), gift med prinsregent Paul af Jugoslavien (1893-1976), har efterkommere.
- Elisabeth af Grækenland og Danmark (1904-1955), gift med Carl Theodor, greve af Toerring-Jettenbach (1900-1967), har efterkommere.
- Marina af Grækenland og Danmark (1906-1968), gift med prins George, hertug af Kent (1902-1942), har efterkommere. Marina var den sidste udenlandske prinsesse, der giftede sig ind i den britiske kongefamilie.

## Eksterne links
- Wikimedia Commons har flere filer relateret til Helena Vladimirovna af Rusland